# Ölbosjön (södra)
Ölbosjön (södra) är en sjö i Gävle kommun i Gästrikland och ingår i Dalälvens huvudavrinningsområde. Sjön har en area på 0,422 kvadratkilometer och ligger 61 meter över havet. Sjön avvattnas av vattendraget Ölboån.

## Delavrinningsområde
Ölbosjön (södra) ingår i det delavrinningsområde (670268-156884) som SMHI kallar för Utloppet av Ölbosjön (Södra). Medelhöjden är 69 meter över havet och ytan är 4,5 kvadratkilometer. Räknas de 6 avrinningsområdena uppströms in blir den ackumulerade arean 35,73 kvadratkilometer. Ölboån som avvattnar avrinningsområdet har biflödesordning 2, vilket innebär att vattnet flödar genom totalt 2 vattendrag innan det når havet efter 61 kilometer. Avrinningsområdet består mestadels av skog (83 procent). Avrinningsområdet har 0,42 kvadratkilometer vattenytor vilket ger det en sjöprocent på 9,3 procent.